# ミラクルコミック大賞
ミラクルコミック大賞は、週刊ヤングジャンプ増刊『ミラクルジャンプ』で行われていた漫画新人賞である。

## 概要
『緻密なる未来世界。壮大なる幻想世界。描き出せ、君の手で。』をコンセプトに、次世代に向けた新たなSF・FANTASY作品を創出するために生まれた漫画賞である。

ミラクルジャンプの発行間隔（隔月）で募集と発表が行われており、各募集回の選考作品と年間を通して選ばれる年間最優秀作品は、ヤングジャンプ編集長と招聘されるクリエイター二名によって審査される。

第一回（2011年）の審査員は太田垣康男・松本次郎・ふなつ一輝・岡本倫・水無月すう・鈴木央、谷口悟朗・冲方丁等が居り、第二回（2012年）第一期審査員は井上和郎・水島精二、第二期審査員は太田垣康男・谷口悟朗である。
2014年以降はリニューアルに伴い、「シンマン賞」へ統合された。

## 賞金
ミラクル王者　300万円 （毎回必ず選出される）

優秀賞　30万円

奨励賞　10万円

受賞者特典として神保町マンガラボ（ヤングジャンプ編集部が設けた漫画制作環境）が利用でき、クリエイター等によるワークショップの開催も予定されている。

年間最優秀作品は受賞作品が短編アニメ化され、公式WEBサイトにおいて公開される。

## ミラクル王者
| 募集回     | 作者名     | 作品タイトル           |
| ---------- | ---------- | ---------------------- |
| 第1回第1期 | 古味慎也   | EX-VITA                |
| 第1回第2期 | 梶山昊頌   | 軌道エレベーターガール |
| 第1回第3期 | 天の川隆彦 | 悲劇駆逐法             |
| 第1回第4期 | 佐竹幸典   | UNCROWNED              |
| 第2回第5期 | えびな星児 | ムーンレイカーズ       |
| 第2回第6期 | 眞蔵修平   | ZERO GRAVITY           |
| 第3回第1期 | 田中基     | 迷走！アンダーワールド |
| 第3回第2期 | 砂川どろ   | 地獄高(ヘルコー)！     |